# Кондаков, Александр Андреевич
Алекса́ндр Андре́евич Кондако́в (24 апреля (5 мая) 1908 — 20 декабря 1954, Москва) — советский политический деятель, первый секретарь ЦК КП(б) Карело-Финской ССР (1950).

## Биография
По национальности русский.
Родился 24 апреля (5 мая) 1908 г. в с. Майдаково Владимирской губернии. Окончил школу в 1924 г. Работал электриком на Кинешемском металлозаводе имени М. И. Калинина. Вступил в ВКП(б) в 1928 г., был избран секретарём комсомольской ячейки, секретарём заводского комитета ВЛКСМ, занимал другие комсомольские должности. В 1933 г. окончил курсы старшего комполитсостава. В 1934 г. — секретарь парткома Гороховецкого судостроительного завода, в 1935—1936 гг. — в Ивановском обкоме ВКП(б). С середины 1936 — инструктор Оргбюро ЦК ВКП(б) по создававшейся тогда Ярославской области.
В ситуации массовых репрессий, обрушившихся на партгосаппарат в Ярославской области, сделал стремительную карьеру. С июня 1937 — заведующий промышленно-транспортным отделом Ярославского обкома ВКП(б), в августе-сентябре 1937 г. — секретарь горкома ВКП(б). После ареста председателя Ярославского облисполкома В. К. Фомина с октября 1937 года по 1938 год был председателем Исполнительного комитета Ярославского областного Совета.
Через несколько месяцев переведён на должность заместителя директора фабрики «Красные ткачи» под Ярославлем. В 1940 году — в управлении строительства автодороги Рыбинск—Ярославль—Кострома. В 1942 г. — секретарь райкома в Ярославле, секретарь Ярославского обкома партии по машиностроению и промышленности, с 1943 — 1-й секретарь Костромского горкома ВКП(б).
С августа 1944 года по 4 декабря 1946 года — первый секретарь Костромского обкома ВКП(б). Освобождён с должности решением Политбюро с формулировкой «в связи с отсутствием необходимой общеобразовательной подготовки и имеющимися недостатками в работе».
Учился в Высшей партийной школе при ЦК ВКП(б) в 1947—1949 гг.
С 1949 года по январь 1950 года — инспектор ЦК ВКП(б).
С 25 января по 26 сентября 1950 года — первый секретарь ЦК КП(б) Карело-Финской ССР.
Депутат Верховного Совета СССР 3-го (1950—1954 гг.) созыва. Кавалер ордена Красной Звезды.
Вышел на пенсию в 1950 году «по состоянию здоровья».
По официальным источникам умер в Москве в 1954 году. Похоронен на Новодевичьем кладбище в Москве.
По некоторым данным умер в 1951 году.
По мнению некоторых историков Гуверовского института, учитывая политическую обстановку в КФССР в 1950 году и скоропостижную смерть, Кондаков, вероятно, мог быть репрессирован.